# Џоу Гуанју
Џоу Гуанју (Шангај, 30. маја 1999) јесте кинески возач који ће се такмичити за Алфа Ромео у светском шампионату Формуле 1 2022. Учествовао је у Фија шампионату Формуле 2 за УНИ-Виртуози рејсинг од 2019. до 2021. године, завршивши на трећем месту у 2021. Он је део Алпинине академије и био је тест возач за Алпин Ф1 тим 2020. и 2021. Пре тога је био члан Фераријеве академије од 2014. до 2018. године и био је возач развоја за Формула Е тим ДС Техетах у 2018.
Џоу је започео своју каријеру у једноседима 2015. године, такмичећи се у италијанском Ф4 шампионату и АДАК Формула 4 за Према рејсинг. Након успеха у италијанском Ф4 шампионату, прешао је у Европски шампионат Формуле 3 за Мотопарк, 2016. и Према рејсинг 2017. и 2018.

## Каријера

### Картинг
Пошто је почео да се бави картингом када је имао осам година у Кини, Џоу се преселио у Шефилд 2012. ради конкурентнијег тркачког окружења. У 2013. тркујући се за тим Стровбери рејсинг из Шефилда, освојио је и Супер 1 национални Ротакс макс јуниор шампионат и Ротакс макс еуро челенџ. У својој последњој години картинга, Џоу је завршио 2. на Ротакс макс сениор еуро челенџу и учествовао је у одабраним рундама Купа шампиона ВСК и Европског првенства КФ2. Такође је имао свој први и једини наступ у Светском шампионату у картингу, возећи за Рики Флин моторспорт заједно са Ландом Норисом и Џеханом Дарувалом.

### Формула 4
Џоу се придружио Преми у Ф4 шампионат Италије 2015. Након што је освојио хет-трик у 2. трци у Монци и константно завршио на подијуму, Џоу је завршио сезону као вицешампион и најбољи новајлија, победивши високо оцењеног Роберта Шварцмана и Давида Бекмана. Такође се такмичио у одабраним рундама немачког АДАК Ф4 шампионата, постигавши два подијума у Шпилбергу и Спа.

### Фија Европски шампионат Формуле 3
Џоу се придружио тиму Мотопарк за Фија Европско првенство Ф3 2016. После успешних рунди отварања сезоне у Пол Рикарду и Хунгарорингу, где је завршио на 2 подијума, Џоу се мучио да пронађе темпо током друге половине сезоне, завршавајући на 13. месту у својој првој сезони.
Џоу је остао другу сезону у Ф3 тако што се поново придружио Према и поправио се на 8. место са 5 места на подијуму. Најзанимљивији део сезоне укључивао је водећу трку 3 у Спа и задржавање Ланда Нориса у претпоследњој рунди.
Након спекулација о могућем преласку у Ф2, Џоу је остао са Према трећу сезону Ф3. После прве победе у каријери у Пауу, подијума на Хунгарорингу и три узастопна подијума у Зандворту, Џоу се нашао на 2. месту, само бод иза сувозача Маркуса Армстронга. Упркос јаком темпу квалификација у Спа и Силверстону, Џоу је имао 4 узастопна одустајања уз низ судара са сувозачима и бушења гума. Џоу је победио у својој другој Ф3 трци у Хокенхајму, завршивши сезону 8. на табели, са 3 пол позиције и 2 победе.

### Фија Формула 2
У децембру 2018. Џоу се придружио УНИ-Виртуози рејсингу заједно са Луком Гиотом на Фија шампионату Формуле 2 2019. Џоу је узео подијум на првој дугометражној трци у Барселони након јаких квалификација и водећи већи део трке пре него што је пао на треће место због деградације гума. Потом је постигао још једно треће место у спринт трци у Монаку престигавши Артема Маркелова на старту. У Силверстону, Џоу је узео своју прву пол позицију у Формули 2, поставши први кинески возач коме је то успело. Касније је Џоу такође освојио треће место у спринт трци на Пол Рикарду. У дугометражној трци у Силверстону изгубио је позиције од свог сувозача и победника трке Луке Гиота и другопласираног возача Николаса Латифија. У Абу Дабију је такође завршио трећи са најбржим кругом у трци 1. Завршио је седми у шампионату, а затим је добио награду Антоан Ибер као почетник који је завршио највише.
Џоу је остао у УНИ-Виртуози за сезону 2020, у партнерству са чланом Ферари академије Калумом Илотом. Џоу је заузео своју другу пол позицију у Формули 2 на првој трци на Ред бул рингу. Међутим, његов аутомобил је имао проблема са електроником док је водио у дугометражној трци, због чега је пао на 17. место Касније те године, Џоу је победио у својој првој трци Формуле 2 у Сочију, након што су Ејткин и Гиото пали у 5. кругу спринт трке, што је довело до превременог завршетка трке. Током сезоне, Џоу је постигао 6 подијума и завршио на шестом месту у шампионату, једно место више од његове прве сезоне у Ф2.
Џоу је ушао у своју трећу сезону Ф2 оставши у УНИ-Виртуози заједно са Фелипеом Друговичем. Заузео је пол позицију у првој трци у Бахреину и претворио је у своју прву победу у дугометражној трци у Ф2 . Кинески возач однео је још једну победу у Спринт трци 1 у Монаку испред свог тимског колеге Друговича. Међутим, након још једног подијума у Бакуу, Џоу је учествовао у четири трке без бодова, са отказом кочнице и резултујућим сударом са Деном Тиктумом у првом кругу друге трке у Азербејџану и окретањем у трци 1 у Силверстону што је омогућило свом колеги члану академије Оскару Пиастрију да преузме вођство на табели. Џоу је прекинуо лош низ тако што је однео своју трећу победу у сезони на трци играних филмова у Британији, победивши Тиктума за победу. У следећој трци у Монци, Џоу је успео да заврши на подијуму два пута, изгубивши од Теа Пуршера и Пиастрија у тркама 1 и 3. На несрећу кинеског возача, зауставио је свој аутомобил након окретања пре прве трке у Сочију и успео је да заврши само главну трку на шестом месту, чиме је изгубио још више од лидера Пиастрија, који је у претпоследњу трку отишао са 36 бодовна предност.

### Формула 1
Средином 2014. придружио се Ферари возачкој академији док је још увек возио картинг. Остао је у Ферари возачкој академији до краја 2018. Године 2019. придружио се Рени спорт академији као развојни возач за Рено тим Формуле 1. Џоу је 2020. промовисан у тест возача за Рено Ф1 тим.
Такође је учествовао у Виртуелној серији Целике награде за Рено, Међународна аутомобилска федерација (Фија) је покренула Еспорт серију уместо одложене или отказане Ф1 Велике награде због пандемије коронавируса. Освојио је Виртуелну Велику награду Бахреина, прву виртуелну ВН у заменљивој серији. Он је, заједно са Оскаром Пиастријем и Кристијаном Лундгардом, тестирао Рено Р.С.18 на међународној стази у Бахреину 2020. Крајем 2020. учествовао је на постсезонском тесту у Абу Дабију за Рено, заједно са Фернандом Алонсом. Он је дебитовао у Ф1 трци викендом за Алпин Ф1 тим током првог тренинга Велике награде Аустрије 2021. поставши други возач из Кине који је учествовао у Ф1 Великој награди, после Ма Ћингуа.

#### Алфа Ромео (2022–)
Џоу је потписао уговор са Алфа Ромеом за сезону Формуле 1 2022, где ће бити партнер са Валтеријем Ботасом, поставши први кинески возач Формуле 1 са пуним радним временом. У саопштењу за јавност након објаве Џоу је навео да је "добро припремљен за огроман изазов Формуле 1" и да ће његов долазак бити "пробој у историји кинеског мотоспорта". Џоу је изабрао број 24 као свој стални тркачки број у част свог спортског хероја Кобија Брајанта.

## Тркачки рекорди

### Резиме тркачке каријере
| Сезона  | Категорија                        | Тим                  | Трке           | Победе         | Пол            | Н/ круг        | Подијуми       | Поени          | Позиције       |
| ------- | --------------------------------- | -------------------- | -------------- | -------------- | -------------- | -------------- | -------------- | -------------- | -------------- |
| 2014    | Италијански Ф4 зимски трофеј      | Према                | 2              | 0              | 0              | 0              | 2              | Н/Д            | Н/Д            |
| 2015    | Италијански шампионат Ф4          | Према                | 21             | 3              | 2              | 0              | 9              | 223            | 2.             |
| 2015    | АДАК шампионат Формуле 4          |                      | 9              | 0              | 0              | 0              | 2              | 45             | 15.            |
| 2016    | Фија Европски шампионат Формуле 3 | Мотопарк             | 30             | 0              | 0              | 0              | 2              | 101            | 13.            |
| 2016    | Мастерс Формуле 3                 | Мотопарк             | 1              | 0              | 0              | 1              | 0              | Н/Д            | 16.            |
| 2016    | Велика награда Макаа              | Мотопарк             | 1              | 0              | 0              | 0              | 0              | Н/Д            | 15.            |
| 2016    | Тојота рејсинг серија             | М2 Компетишн         | 15             | 1              | 0              | 1              | 4              | 685            | 6.             |
| 2017    | Фија Европски шампионат Формуле 3 | Према                | 30             | 0              | 0              | 0              | 5              | 149            | 8.             |
| 2017    | Велика награда Макаа              |                      | 1              | 0              | 0              | 0              | 0              | Н/Д            | 8.             |
| 2017–18 | Формула Е                         | Техеетех             | Развојни возач | Развојни возач | Развојни возач | Развојни возач | Развојни возач | Развојни возач | Развојни возач |
| 2018    | Фија Европски шампионат Формуле 3 | Према                | 30             | 2              | 3              | 1              | 6              | 203            | 8.             |
| 2018    | Велика награда Макаа              | Према                | 1              | 0              | 0              | 0              | 0              | Н/Д            | 11.            |
| 2019    | Фија Формула 2 шампионат          | УНИ-Виртуози рејсинг | 22             | 0              | 1              | 2              | 5              | 140            | 7.             |
| 2020    | Фија Формула 2 шампионат          | УНИ-Виртуози рејсинг | 24             | 1              | 1              | 4              | 6              | 151.5          | 6.             |
| 2020    | Формула 1                         | Рено Ф1              | Тест возач     | Тест возач     | Тест возач     | Тест возач     | Тест возач     | Тест возач     | Тест возач     |
| 2021    | Фија Формула 2 шампионат          | УНИ-Виртуози рејсинг | 22             | 4              | 1              | 1              | 9              | 183            | 3.             |
| 2021    | Ф3 Азијски шампионат              | Према                | 15             | 4              | 5              | 5              | 11             | 257            | 1.             |
| 2021    | Формула 1                         | Алпин Ф1 тим         | Тест возач     | Тест возач     | Тест возач     | Тест возач     | Тест возач     | Тест возач     | Тест возач     |
| 2022    | Формула 1                         | Алфа Ромео Ф1        | 17             | 0              | 0              | 0              | 0              | 6*             | 18.*           |

* Сезона у току.

### Комплетни резултати Формуле 1
| Година | Тим        | Шасија         | Мотор                 | 1       | 2       | 3       | 4       | 5       | 6       | 7       | 8       | 9      | 10      | 11      | 12      | 13      | 14      | 15      | 16      | 17      | 18  | 19  | 20  | 21  | 22  | Вш   | Поени |
| ------ | ---------- | -------------- | --------------------- | ------- | ------- | ------- | ------- | ------- | ------- | ------- | ------- | ------ | ------- | ------- | ------- | ------- | ------- | ------- | ------- | ------- | --- | --- | --- | --- | --- | ---- | ----- |
| 2022.  | Алфа Ромео | Алфа Ромео C42 | Ферари 066/7 1.6 V6 t | БАХ 10. | САУ 11. | АУС 11. | ЕМИ 15. | МАЈ Оду | ШПА Оду | МОН 16. | АЗЕ Оду | КАН 8. | ВБР Оду | АУТ 14. | ФРА Оду | МАЂ 13. | БЕЛ 14. | ХОЛ 16. | ИТА 10. | СИН Оду | ЈАП | САД | МЕК | БРА | АБУ | 18.* | 6*    |

* Сезона у току.